# Ofterschwang
Ofterschwang is een gemeente in de deelstaat Beieren in Duitsland, niet ver gelegen van Oberstdorf en Sonthofen. Het dorp staat vooral bekend als een vakantiebestemming voor de wintersporters. Ook worden er in Ofterschwang regelmatig grote skiwedstrijden georganiseerd, waaronder World Cup wedstrijden. De gemeente telt 2.058 inwoners.
Altusried · Bad Hindelang · Balderschwang · Betzigau · Blaichach · Bolsterlang · Buchenberg · Burgberg i.Allgäu · Dietmannsried · Durach · Fischen i. Allgäu · Haldenwang · Immenstadt i. Allgäu · Lauben · Missen-Wilhams · Obermaiselstein · Oberstaufen · Oberstdorf · Ofterschwang · Oy-Mittelberg · Rettenberg · Sonthofen · Sulzberg · Waltenhofen · Weitnau · Wertach · Wiggensbach · Wildpoldsried